# Iglesia de Notre-Dame de Caudebec-en-Caux
La iglesia [de] Nuestra Señora de Caudebec-en-Caux (en francés: église Notre-Dame de Caudebec-en-Caux) es una iglesia del siglo XV de Francia, la principal iglesia de la pequeña ciudad de Caudebec-en-Caux (solo 2 279 hab. en 2010), en el pays de Caux, en el valle del Sena, entre las ciudades de Ruan y Le Havre.
El rey Enrique IV habría dicho que era una de las iglesias más bellas de Francia: «C'est la plus belle chapelle de mon royaume» [Es la más hermosa capilla de mi reino]. En efecto, este manifiesto del estilo gótico flamígero y de los inicios del Renacimiento no tiene transepto, al igual que la iglesia de Saint-Maclou de Ruan, contemporánea suya, lo que tal vez justifique ese calificativo real de «capilla».

## Descripción

### Exterior
El edificio se caracteriza por:
- Su portada occidental está finamente esculpida y decorada con un gran rosetón y todo un pueblo de esculturas (originalmente 333) que representan no solo a los santos, sino también a personajes de la vida cotidiana de la época, incluyendo un reproductor de loure que es una de las pocas representaciones de este instrumento musical desaparecido. Por desgracia, todo fue mutilado por los calvinistas durante las guerras religiosas y los incendios provocados por los bombardeos de junio de 1940, que incendiaron las casas de los alrededores (excepto en el noroeste), la han dañado aún más. Sin embargo, los pequeños personajes del lado sur de esta fachada occidental han sido restituidos según su orden y aspecto original.

- La torre-campanario no es central, como en San Maclou, sino que situado contra la nave lateral meridional del edificio y se eleva a una altura de 54 m desde el suelo. La finura de la decoración de su flecha calada fue imitada en la región (en Norville, por ejemplo) y debe en parte su fama a sus tres coronas de flor de lis, la «tiara» de Caudebec[2] Aún conserva las huellas de un bombardeo aliado en 1944.

- Sobre la balaustrada del tejado están inscritos en letras góticas unos versículos del Cantar de los Cantares "Pulcra es et decora" (capítulo 6). (También se encuentra esta frase sobre la galería del portal principal de la catedral de Burgos).

Vistas del exterior
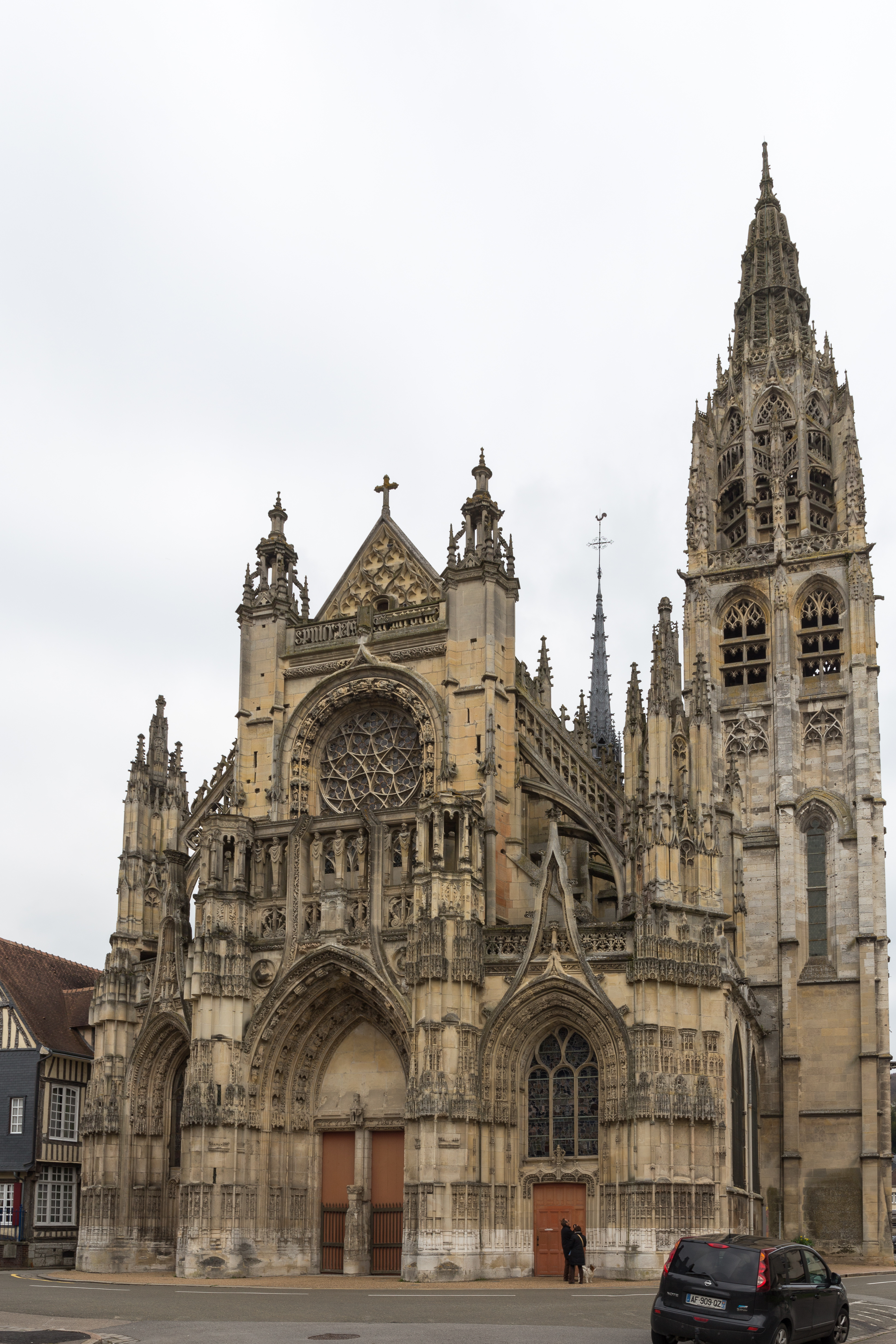
Fachada occidental
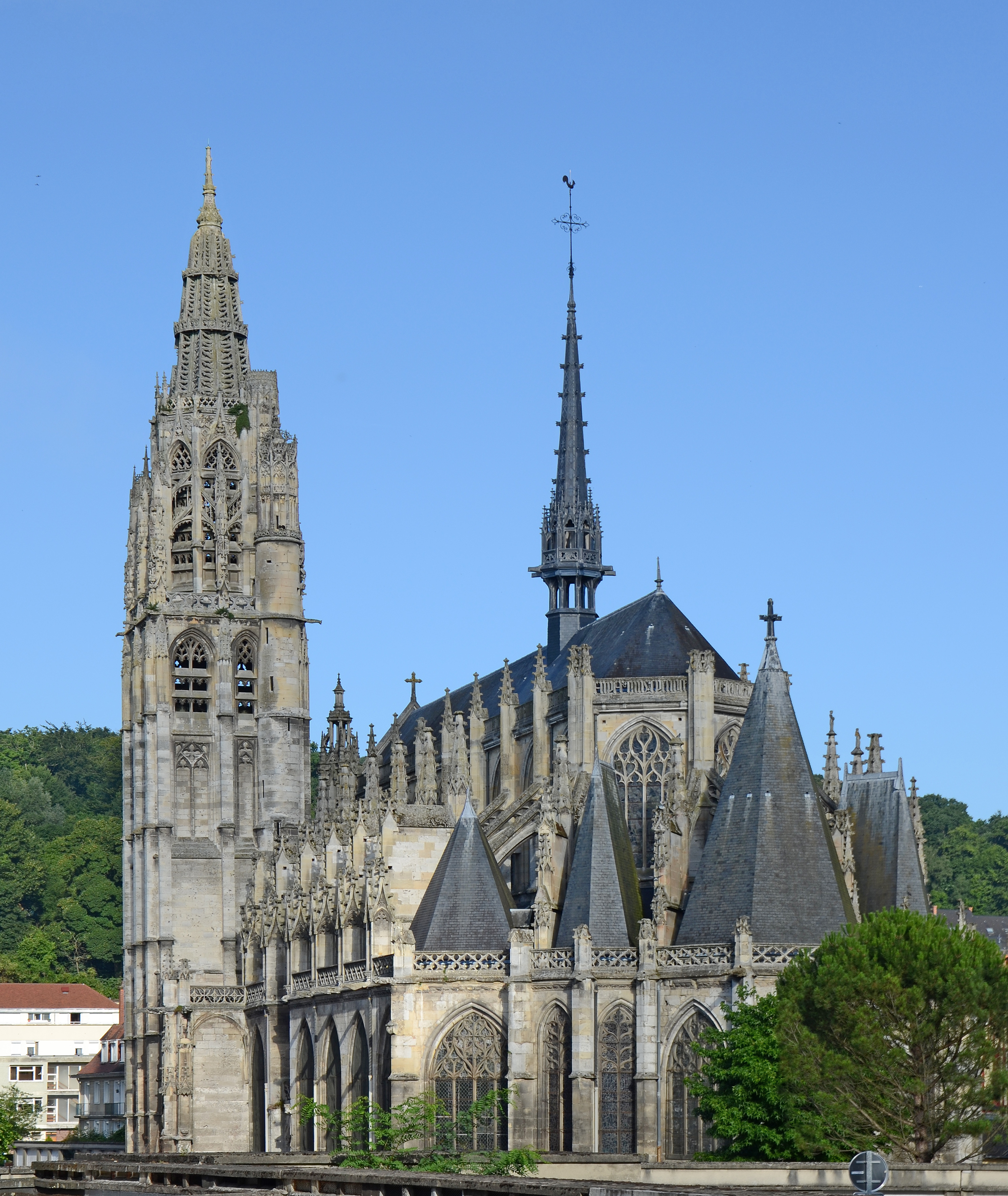
Lateral y cabecera
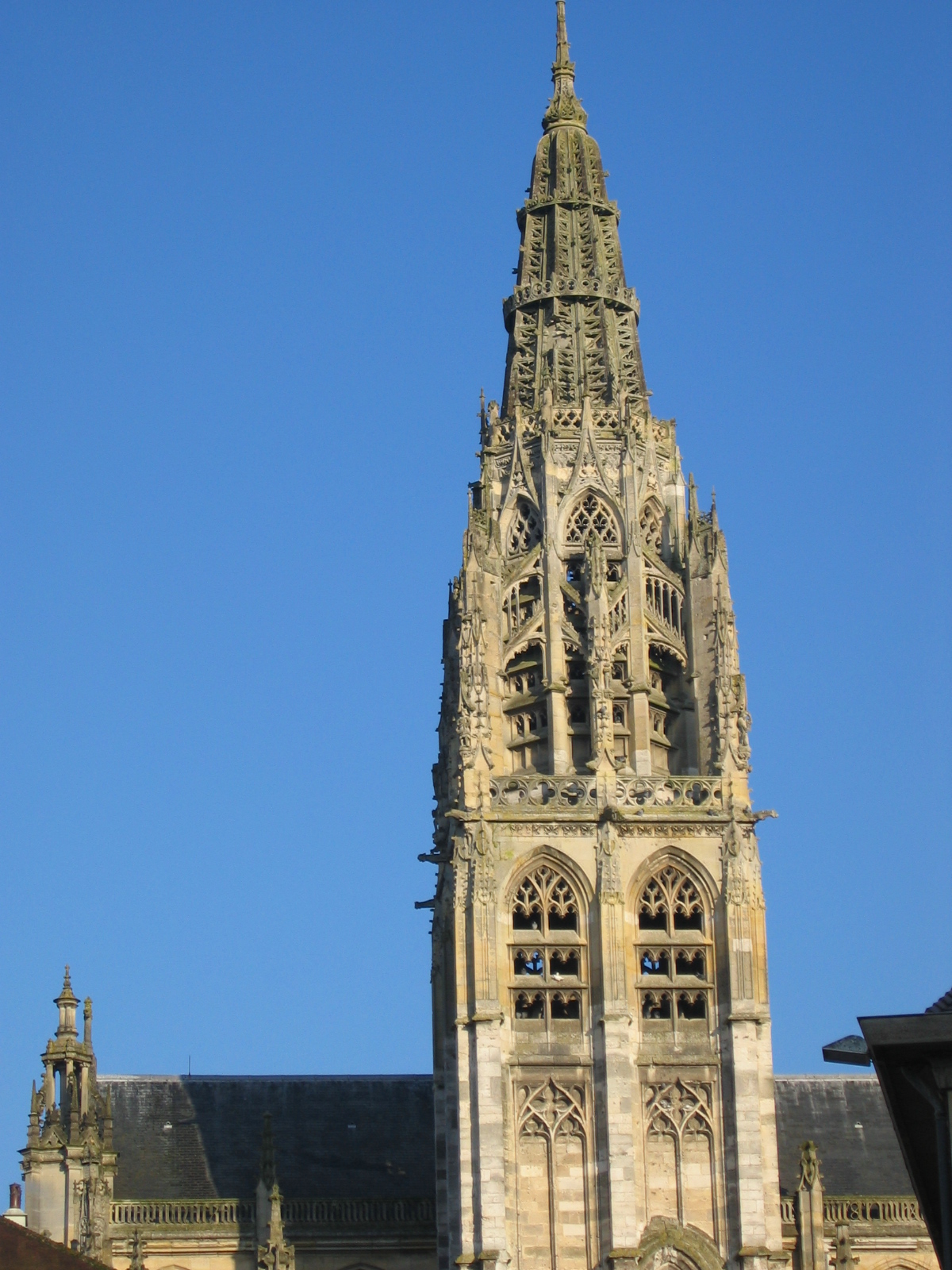
Vista de la flecha
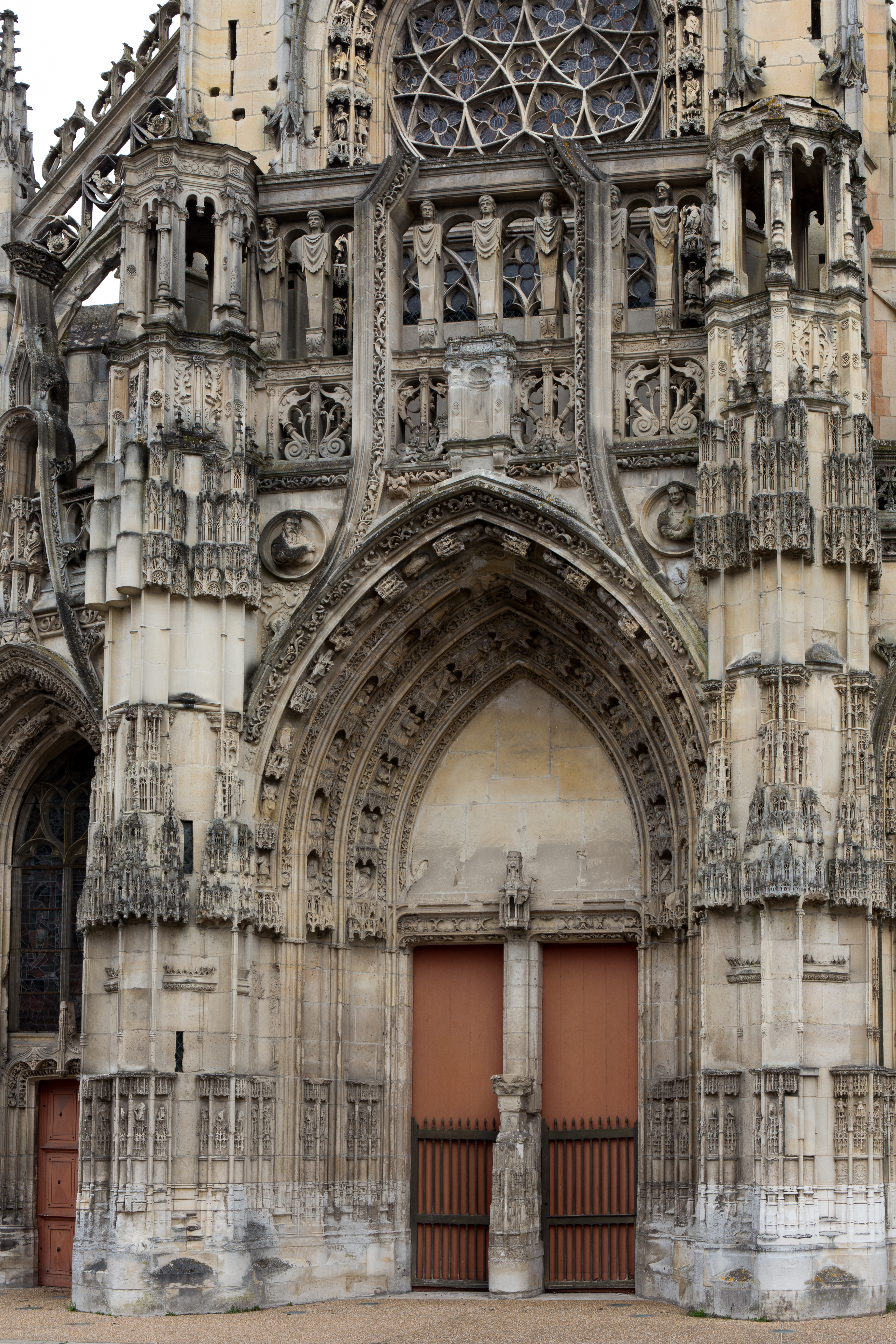
Portal central
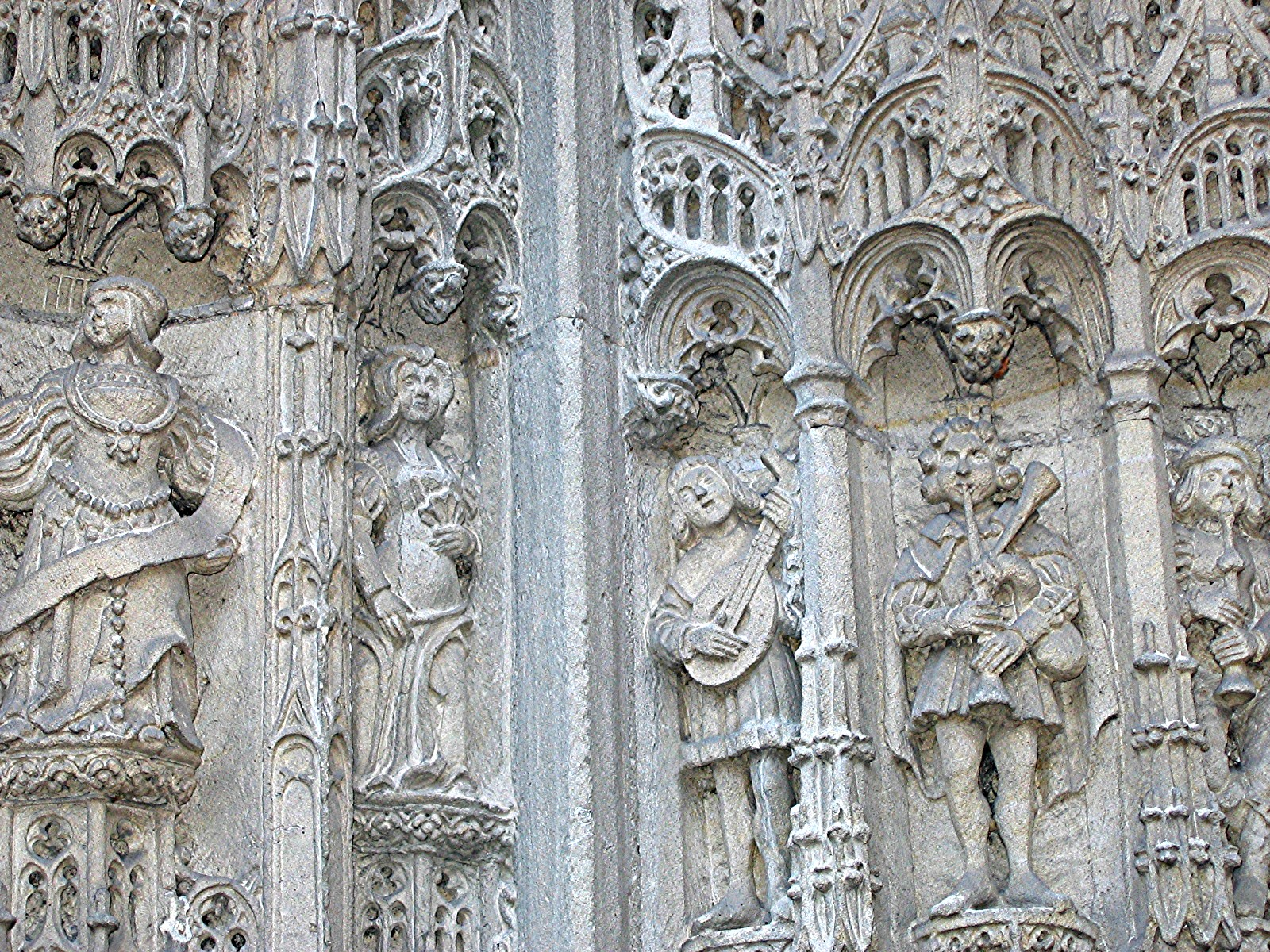
Detalle de portal

### Interior
En el interior destacan:

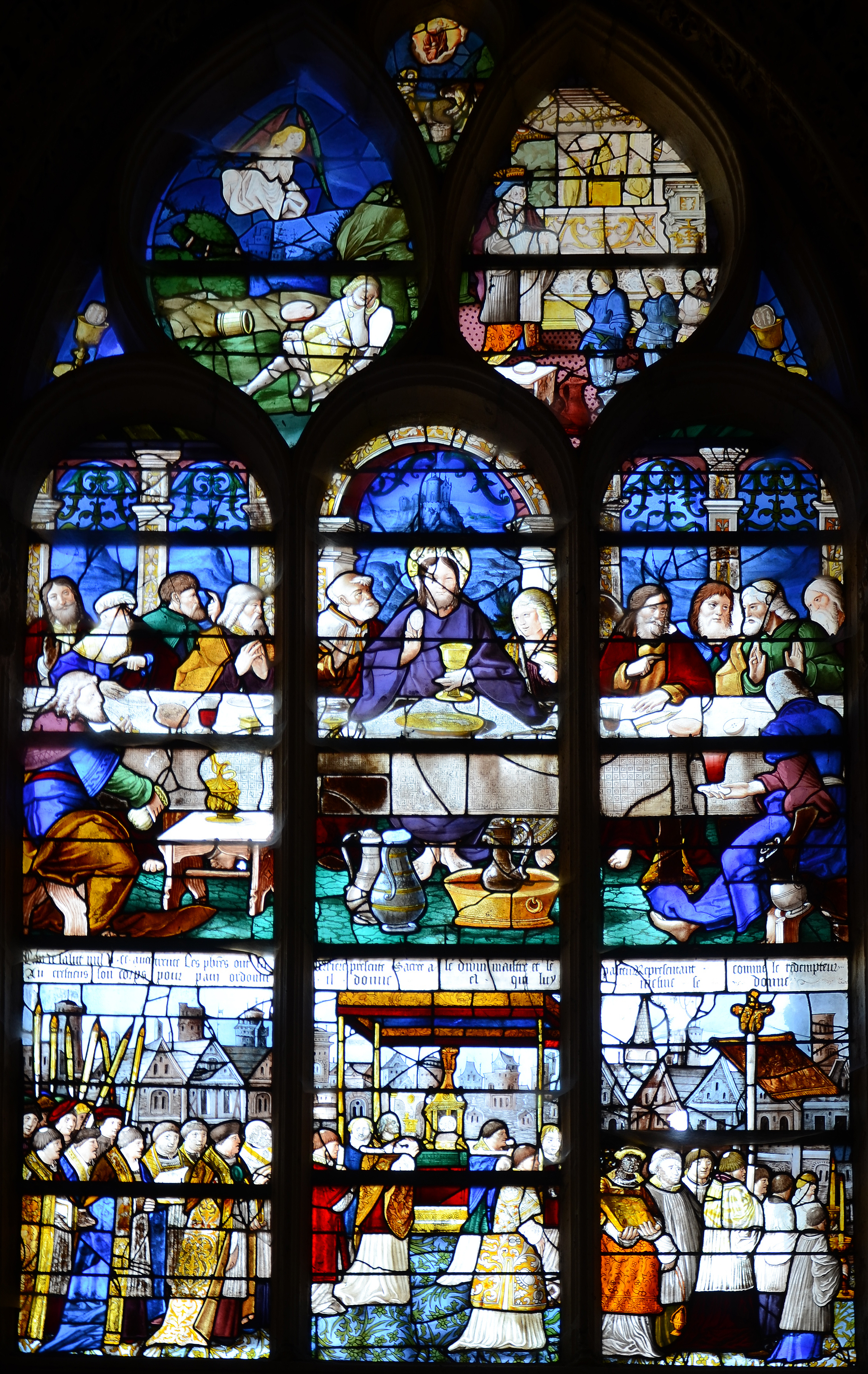
Vitral de la iglesia

- Los hermosos vitrales del siglo XV llaman la atención del visitante. Sobre la portada de la nave lateral norte, destacan cuatro vitrales de factura inglesa que datan del inicio de la construcción de la iglesia (probablemente los más antiguos), ofrecido por Foulques Eyton, capitán de la guarnición inglesa durante la guerra de los Cien Años. Uno de ellos representa a San Jorge, patrón de Inglaterra, matando al dragón. Tiene su contraparte en la capilla adyacente a la portada de la derecha, en san Miguel, patrón de Normandía y después del reino de Francia, que también la terraza de un dragón. La mayoría de los vitrales de esa época, sobre todo en las capillas de la nave lateral norte, representan santos de cuerpo entero, patronos de profesiones, ofrecidos por las corporaciones, numerosas en esta ciudad muy industriosa en esl momento.

- Los vitrales del siglo XV son aún más famosos. Adornan cuatro vanos en los dos últimos tramos gótico-renacentistas de la fachada occidental . Otras dos vidrieras renacentistas también decoran las ventanas inferiores de la fachada oeste. Provendrían quizá de Ruan, de los talleres de Arnoult Nijmegen (Arnold van Nijmegen), artista del vidrio holandés que también diseñó las vidrieras de la iglesia Sainte-Jeanne-d'Arc de Rouen.[3] En su mayoría representan escenas del Antiguo Testamento o de la vida de Cristo: Jesús y la samaritana junto al pozo de Jacob, Moisés y la travesía del mar Rojo por los hebreos, la última cena, los Reyes Magos, la vida de San Juan Bautista y un árbol de Jesse. Se constata que el maestro vidriero en la representación del paso del mar Rojo supuso el mar y sus olas de color... ¡rojo!
- Tiene un total de 19 capillas.
- La clave de bóveda monolítica de la capilla de la Virgen, que mide 4,5 metros y tiene un peso de 7 toneladas.
- Los grandes órgano  de estilo Renacimiento, situados en un buffet en castaño esculpido (1542) con 45 juegos repartidos en 4 teclados. El órgano actual data de 1738.
- Las pilas bautismales del siglo XVII situadas en la capilla de San Juan Bautista, en madera tallada también han dado fama al edificio..[4]
- El grupo escultórico conocido como Mise au tombeau [Entierro de Cristo], compuesto por Jesús que está tendido, un personaje sosteniendo a la Virgen, y a sus lados Maria, Magdalena y otros cuatro personajes, declarado monumento histórico.[5]

Vistas del interior
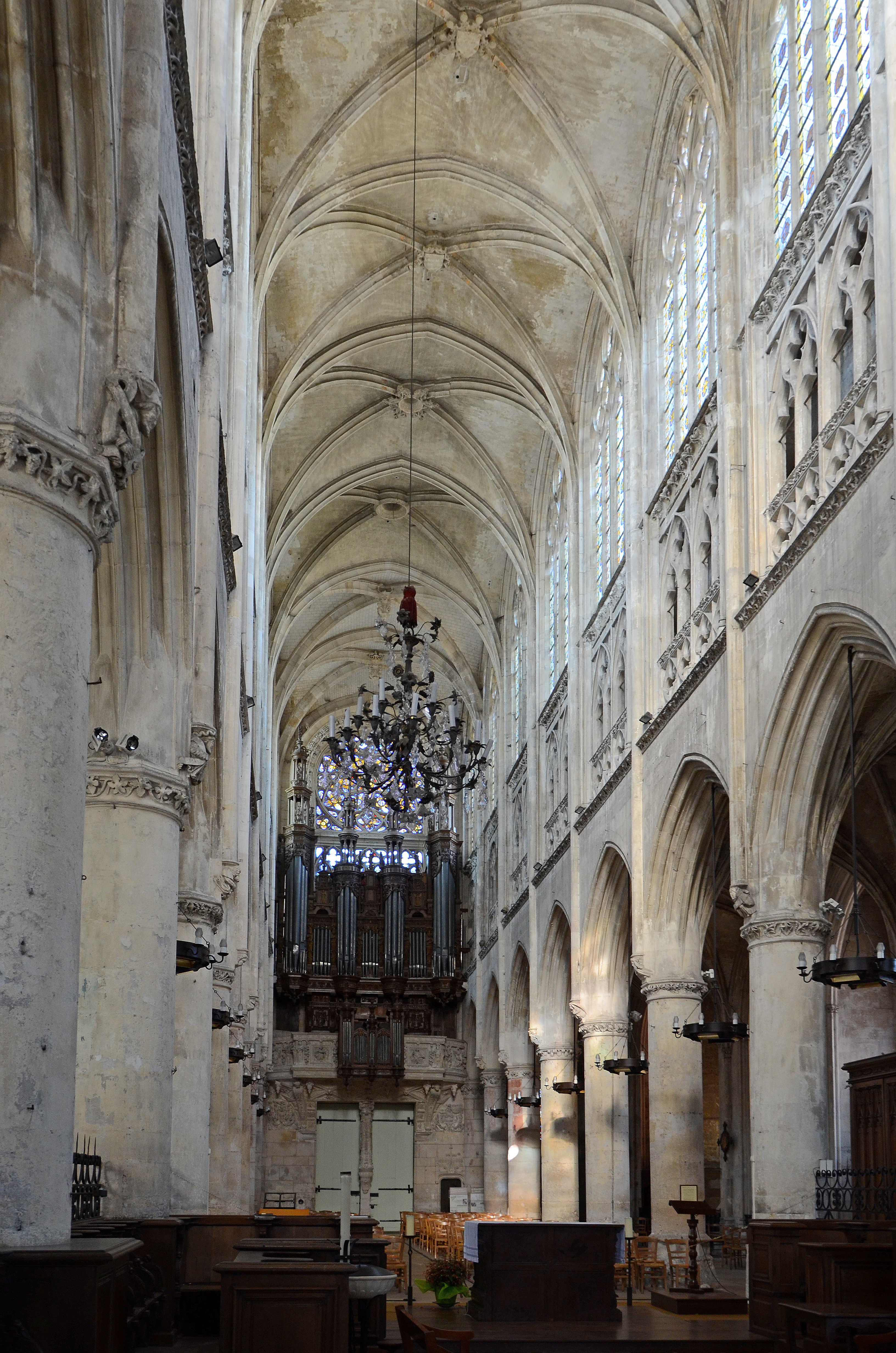
Nave interior
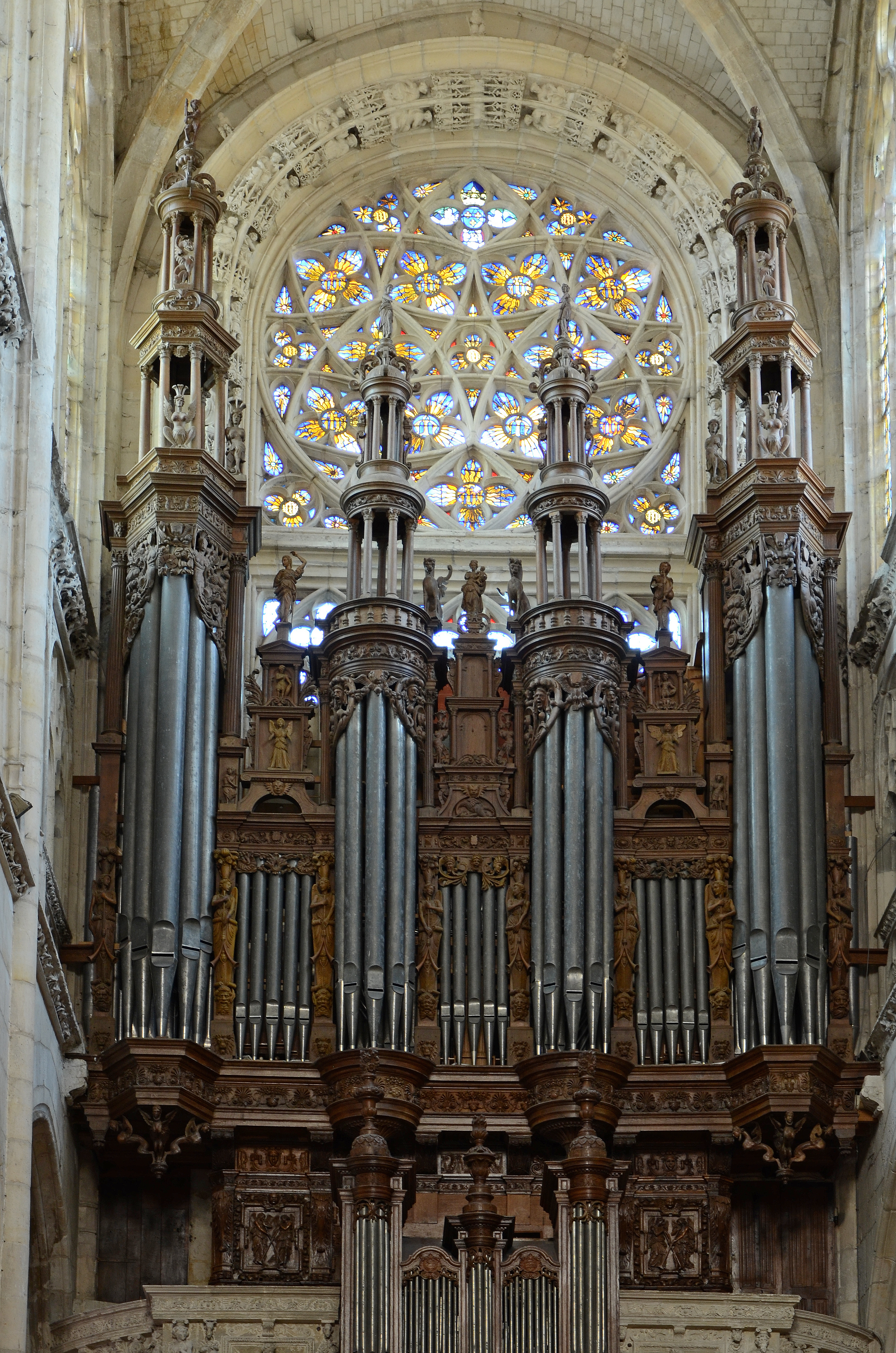
El órgano
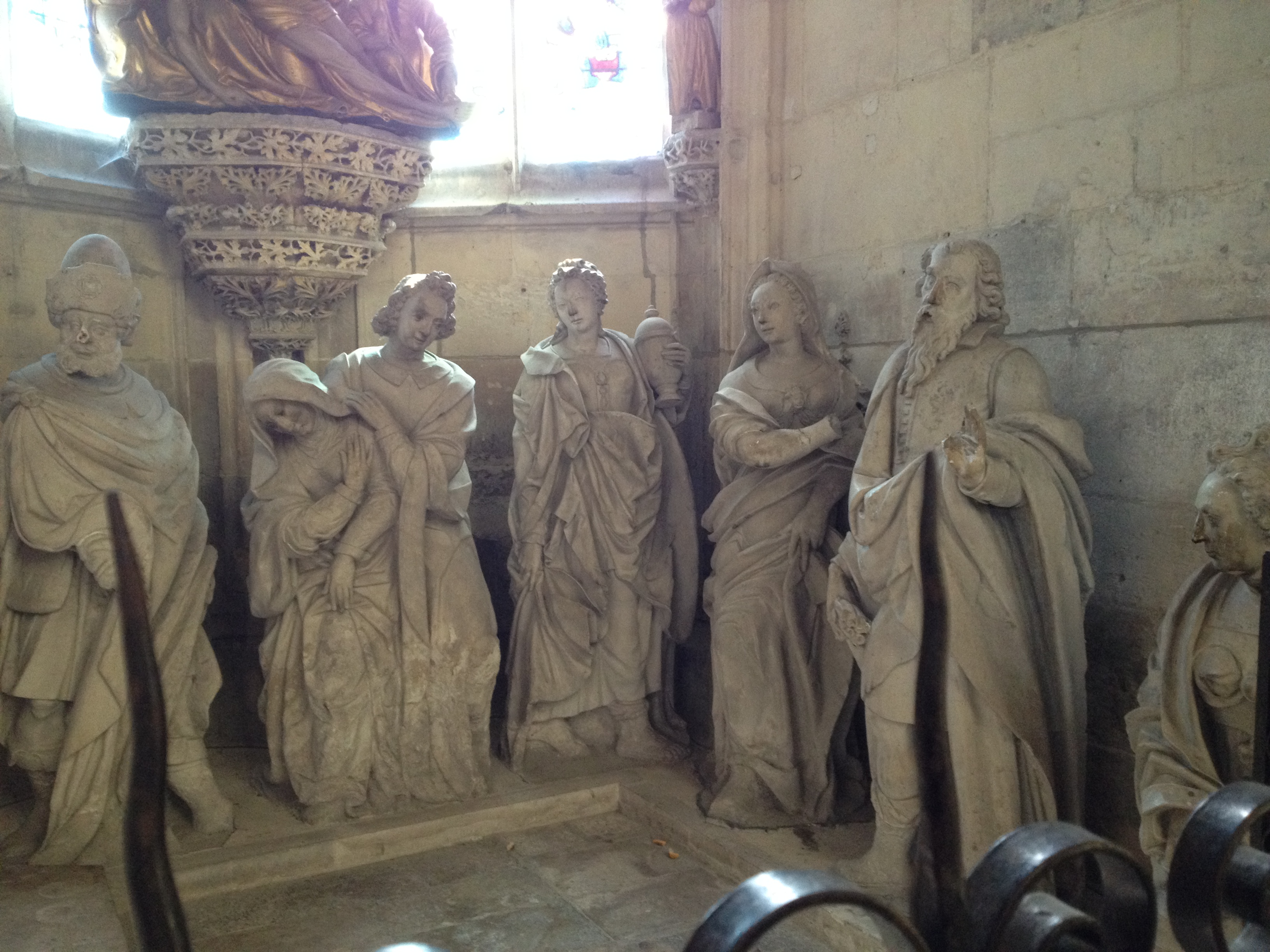
La Mise au tombeau
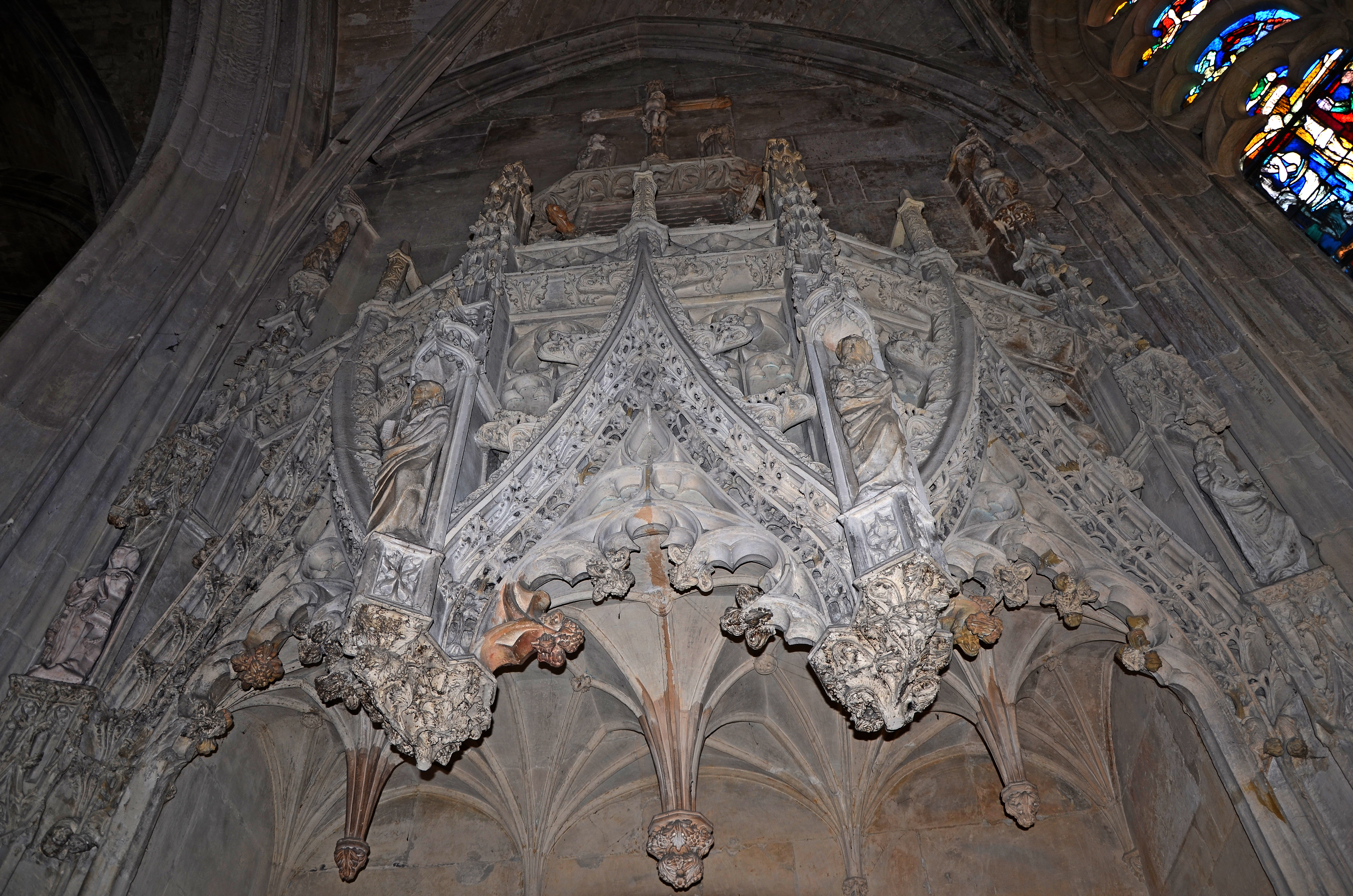
Baldaquino de la capilla del Santo Sepulcro